# Eleccions presidencials de l'Uruguai de 2019
Les eleccions presidencials de l'Uruguai de 2019 es van celebrar el diumenge 27 d'octubre del 2019, després d'haver-se realitzat unes eleccions internes el juny del mateix any, amb l'objectiu d'escollir els candidats oficials i definitius a la presidència de la República Oriental de l'Uruguai pels seus respectius partits polítics.
Les eleccions internes (o primàries) es van incloure amb la reforma constitucional del 1997, on es feia necessària la seva celebració abans de les eleccions nacionals d'octubre, on només poden ésser candidats presidencials els polítics més votats del seu partit. Després de les victòries de l'esquerra en les eleccions de 2004, 2009 i 2014, el país va viure una etapa històrica, ja que sempre havia estat governat per partits tradicionals de centre i de dreta.
Actualment, les intencions de vot es reparteixen entre el partit governant Front Ampli (candidat: Daniel Martínez Villamil), seguit dels opositors Partit Nacional (amb Luis Alberto Lacalle Pou), Partit Colorado (amb Ernesto Talvi) i Cabildo Abierto (amb Guido Manini Ríos).